# 라미닌

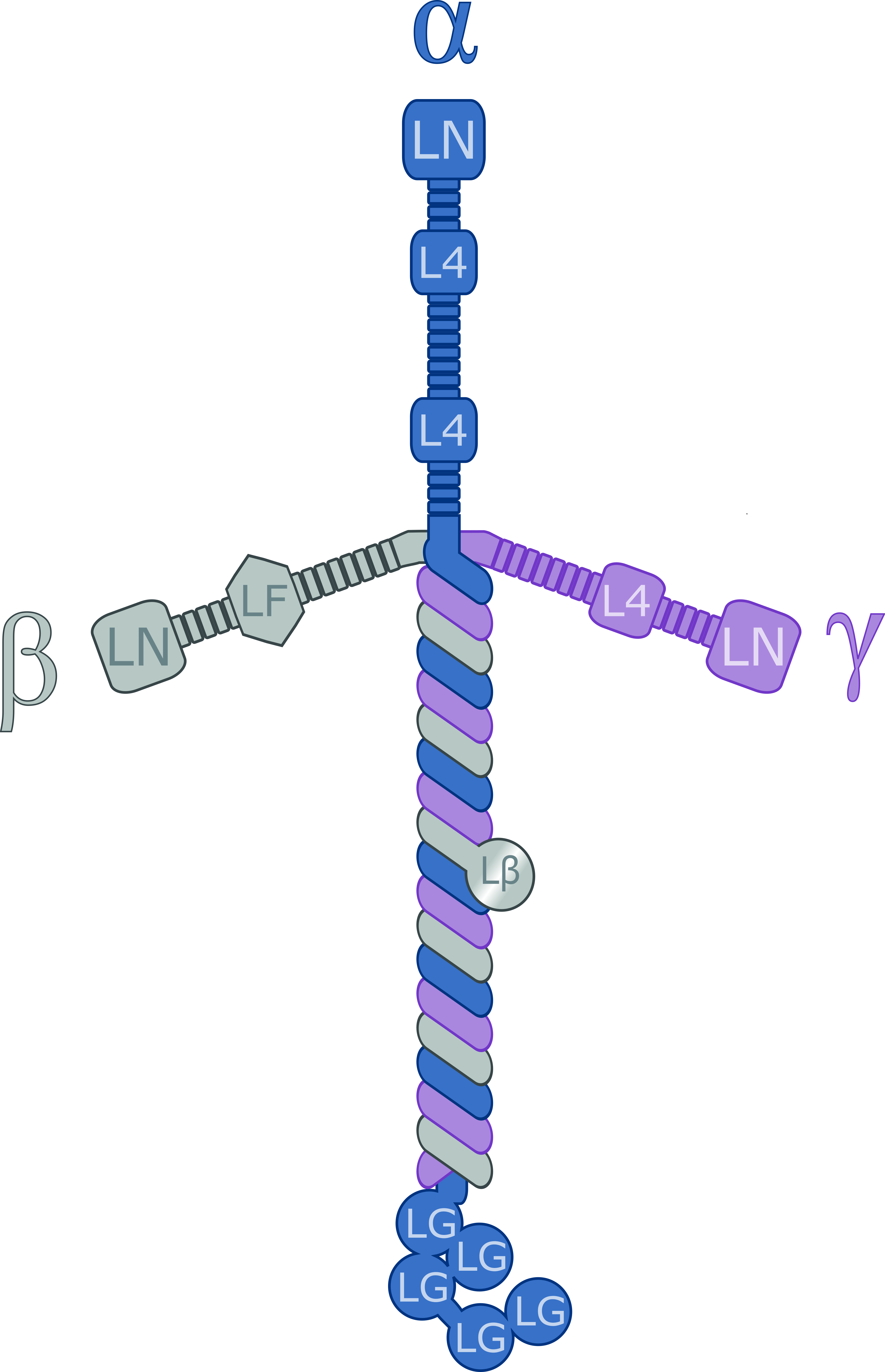

라미닌(laminin)은 기저막의 한 부분인 기저 라미나의 주요 단백질로 대부분의 세포와 기관의 단백질 네트워크의 기반이다. 라미닌은 기저판의 생물학적 활동적인 부분으로 세포 분화, 이주, 부착 뿐만 아니라 표현형과 생존에 중요하다.
라미닌은 단백질의 삼량체로 알파사슬, 베타사슬, 그리고 감마사슬로 구성되어있으며, 각각 5, 4, 3개의 유전적 다양성을 갖고 있다. 라미닌 분자들은 사슬의 구성에 따라 명명되었다. 따라서, 라미닌-511은 α5, β1, and γ1사슬을 가진다. 14개의 다른 사슬 조합들은 생체내에서 발견되었다. 단백질 삼량체는 교차구조를 만들어서 다른 세포막과 외세포기질 분자들을 붙게끔한다. 세개의 짧은 팔들은 다른 라미닌 분자들을 잡는데 좋은 역할을 하며, 이것은 판을 구성하는데 도움을 준다. 긴 팔은 세포들을 붙잡을 수 있어서 조직세포들을 막에 붙게 도와준다.
라미닌은 당단백질중 하나로 개체의 모든 조직에서 구조적 뼈대에 핵심적인 역할을 한다. 라미닌은 세포외기질로 분비되어 합쳐진다. 라미닌은 조직의 생존에 있어 필수적이다. 라미닌이 결여된다면 근육이영양증(muscular dystrophy), lethal skin blistering disease과 신장의 여과 기능이 결여된다.